# Enceinte romaine de Vienne
L'enceinte romaine de Vienne, est l'ancienne fortification d'agglomération gallo-romaine élevée au Haut-Empire autour d'une partie de la ville antique de Vienne, en France. Elle était l'une des plus longues enceintes de Gaule : plus de 7,250 km de long, enserrant un espace de 250 hectares.

## Historique
L'enceinte a été édifiée après autorisation de l'empereur Auguste, essentiellement sous le règne de Tibère. Elle était destinée à montrer la puissance de la ville. Une partie de l'enceinte est réutilisée au Moyen Âge et jusqu'à la fin du XVIIe siècle. L'actuelle rue Boson est la réutilisation de l'axe nord-sud qui était fermé au sud par la porte d'Avignon.

## Description
L'enceinte parcourt les cinq collines de la rive gauche du Rhône : Le Mont Salomon, le Mont Arnaud, le Mont Sainte-Blandine et le Mont Saint-Just, sur environ 7 kilomètres. Au nord comme au sud, elle rejoint le Rhône mais n'inclut pas, et ne protège donc pas, le quartier sud, ni ceux de la rive droite. La largeur de l'enceinte était de 2,5 à 4 m et sa hauteur au minimum de 8 m. Elle était percée de six portes et ponctuée de très nombreuses tours (cinquante-huit) qui se situent dans les vallées contrôlant les routes d'accès. Ce rempart couvre des territoires urbanisés et d'autres qui ne l'étaient pas, pour une surface de 200 hectares.

## Protection
La partie de l'enceinte située aux no 5-19 cours Brilliers est classée au titre des monuments historiques par arrêté du 1er mars 1994.